# Axoyatla
Axoyatla är en ort i Mexiko.   Den ligger i kommunen Tlaltetela och delstaten Veracruz, i den sydöstra delen av landet, 230 km öster om huvudstaden Mexico City. Axoyatla ligger 1 507 meter över havet och antalet invånare är 452.
Terrängen runt Axoyatla är huvudsakligen kuperad, men åt nordväst är den bergig. Terrängen runt Axoyatla sluttar österut. Runt Axoyatla är det ganska tätbefolkat, med 214 invånare per kvadratkilometer. Närmaste större samhälle är Huatusco de Chicuellar, 9,1 km söder om Axoyatla. I omgivningarna runt Axoyatla växer huvudsakligen savannskog.